# باري كليفورد
باري كليفورد (بالإنجليزية: Barry Clifford)‏ هو مستكشف أمريكي، ولد في 1945 في رأس كاد ‏ في الولايات المتحدة.